# Rafael Uribe Uribe (Bogotá)
Rafael Uribe Uribe es la localidad número 18 del Distrito Capital de Bogotá, Colombia. Se encuentra en el sur de la ciudad.

## Toponimia
Su nombre es tomado en homenaje a Rafael Uribe Uribe, un general liberal antioqueño de la guerra de los Mil Días, político y parlamentario asesinado en Bogotá en 1914. Se creó sobre los terrenos de varias fincas.

## Geografía Física
Extensión 1.344 hectáreas, es la decimocuarta en extensión territorial del Distrito Capital, y representa el 1.6% del área total de la ciudad.
Topografía y hidrografìa
La topografía de la localidad es en parte plana y en parte montañosa, ambas urbanizadas en su totalidad y solo cuenta con los canales Chiguaza, La Albina y Rioseco, destinados para las aguas pluviales y servidas. Se destacan las Colinas de las Lomas (en su parte norte, posee bosque conectado con el Hospital de San Carlos) y Chircales (aledaño al parque natural Entrenubes), que son ramales de los cerros Orientales de la ciudad.
Altitud:
- Media: 2653

Árboles 54.546 (2017)

### Límites
| Noroeste: Localidad de Antonio Nariño (estación General Santander Carrera 50 Centro comercial Centro Mayor, Avenida Carrera 27) | Norte: Localidad de Antonio Nariño (UPZ Restrepo; Avenida Carrera 27 Barrios Villa Mayor, Eduardo Frei y Santander Sur) | Nordeste: Localidad de Antonio Nariño (UPZ Restrepo; Intersección Avenida Carrera 27- Primero de Mayo hasta UPZ Ciudad Jardín barrio Ciudad Jardín Sur) |
| Oeste: Localidad de Tunjuelito (UPZ Venecia y Tunjuelito Carreras 46, 47A y 50)                                                 | | Este: Localidad de San Cristóbal (UPZ Veinte de Julio Carrera 10)                                                                                       |
| Suroeste: Localidad de Tunjuelito (UPZ homónima; Avenida Caracas, Escuela de Artillería Canton Sur)                             | Sur: Localidad de Usme (UPZ Danubio y Parque Entrenubes Calles 50, 55 bis y 60 Sur, Cerro Juan Rey)                     | Sureste: Localidad de San Cristóbal (UPZ La Gloria Calle 39B Sur Parque Entrenubes)                                                                     |

## Historia

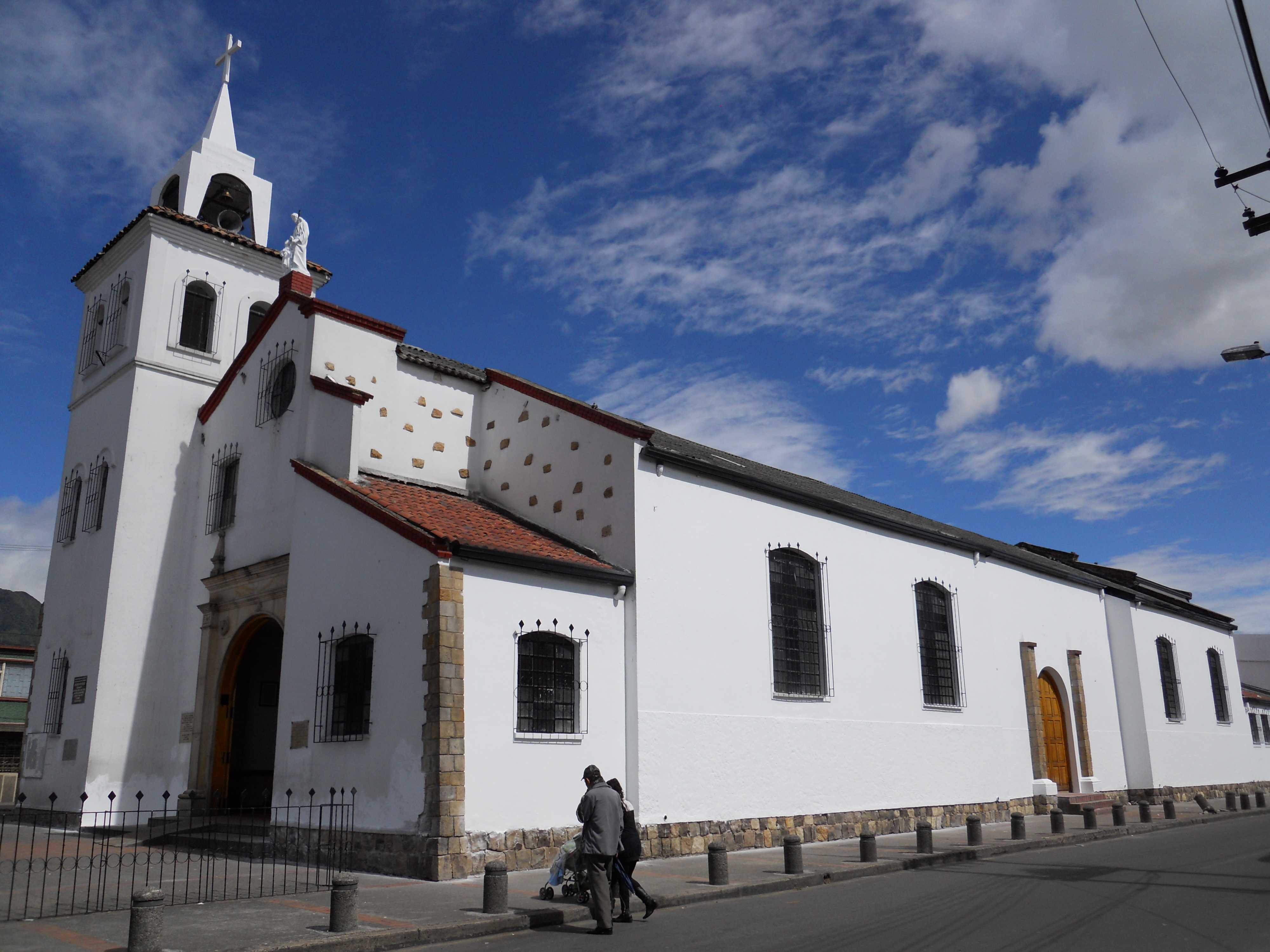
Iglesia de San José Obrero (Barrio San José Sur).

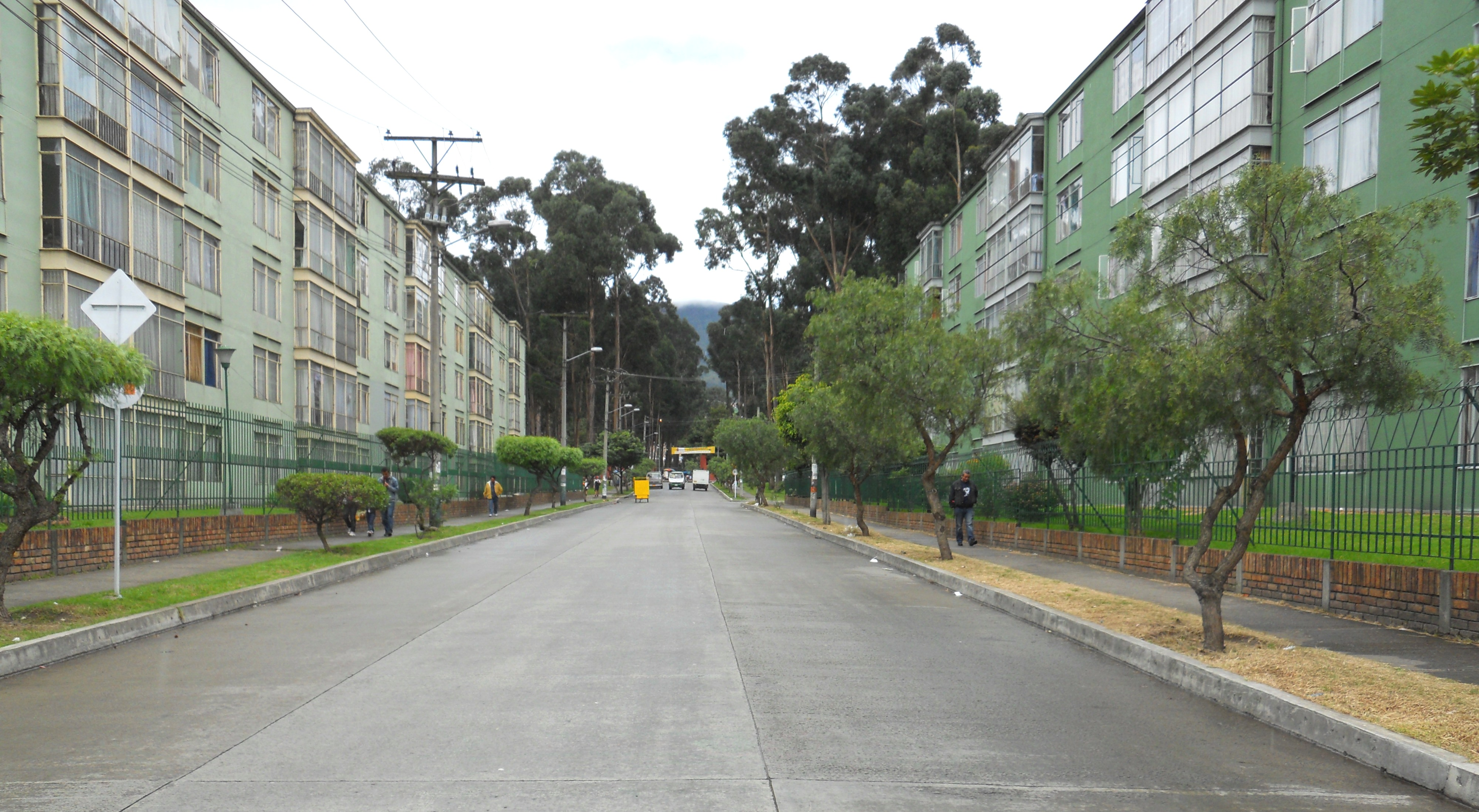
Barrio Gustavo Restrepo junto al Bosque de San Carlos (carrera 13 A con calle 31 Sur)

El territorio en sus inicios se repartía formalmente entre la ciudad de Bogotá y el municipio de Usme (actual localidad), cuyo límite era la actual calle 44 Sur, en el barrio Santa Lucía y cuyas propiedades eran haciendas campestres. 
Grandes haciendas estaban su territorio, que fueron dando paso a la expansión urbana de la ciudad. Su poblamiento desde la Colonia, se fue presentado con la distribución de tierras entre las personas más influyentes de Bogotá. Así se destacan fincas y haciendas como “Llano de Mesa, Santa Lucía, El Porvenir, La Yerbabuena, San Jorge, El Quiroga, Granjas de San Pablo, Granjas de Santa Sofía, Los Molinos de Chiguaza y La Fiscala. 
Desde los años 1920, empezó su poblamiento con los barrios obreros como Santa Lucía, Olaya (1925), El Libertador (1930), Bravo Páez, Marco Fidel Suárez, San Jorge (1932) y Centenario (1938). En los años 40 aparecen El Claret, El Inglés y Murillo Toro. Con el desplazamiento generado por el conflicto armado interno aparece el barrio Quiroga (1952) y asentamientos ilegales como la primera invasión masiva que tuvo la ciudad por parte de comunidades desplazadas por la violencia, en 1961, hoy conocida como Las Colinas. Luego, barrios populares como Villa Gladys (reconocido por sus polvoreras), Los Chircales, Socorro, El Consuelo, Molinos, Palermo Sur, Mirador y San Agustín, que con el tiempo se legalizaron.
En 1965, en la calle 27 sur, cerca de la Avenida Caracas, en el sector de San José, fue escenario del enfrentamiento entre el Ejército Nacional de Colombia y el bandolero Efraín González Téllez, que resultó con la muerte de este último. 
Inicialmente la zona formaba parte de la Alcaldía Menor de Antonio Nariño, pero mediante el Acuerdo 7 de 1974 fue segregada de esta, asignándole el número 18 dentro de la nomenclatura distrital y fue ratificada mediante el Acuerdo 8 de 1977.
En 1979, Alfredo Guerrero Estrada, uno de los mayores urbanizadores ilegales del sur de Bogotá, promueve la creación del barrio Diana Turbay, ubicado en la parte media y alta. Para 1988 y 1999 surgen treinta nuevos asentamientos subnormales que aumentan los índices de población.
Para 1991, fue constituida como localidad y en 1992 la Ley 1.ª reglamento las funciones de la Junta Administradora Local, de los fondos de desarrollo local y de los alcaldes locales, y determinó la asignación presupuestal de las localidades. Por medio de los acuerdos 2 y 6 de 1992, el Concejo Distrital, definió el número, la jurisdicción y las competencias de las JAL. Posteriormente, con el Acuerdo modificatorio 117 de 30 de diciembre de 2003 “por el cual se modifican y precisan los límites de las localidades de Santa Fe, San Cristóbal, Tunjuelito, Antonio Nariño, Candelaria y Rafael Uribe descritos en los Acuerdos 8 de 1977, 14 de 1983 y 15 de 1993.
El 29 de octubre de 2004, el barrio Quiroga fue objeto de un ataque terrorista, del cual se produjeron daños menores. Actualmente, la parte sur de la localidad está en expansión urbanística.

## Geografía Humana

### Organización territorial
La localidad tiene 5 Unidades de Planeamiento Zonal (UPZ) y dentro de cada una, 114 barrios que la componen. La localidad cuenta con 312 parques. A futuro será redefinidas como Unidades de Planeación Local
| UPZ                    | Barrios | UPL a futuro                                                             |
| ---------------------- | --- | ------------------------------------------------------------------------ |
| 36 San José:           | Bosque de San Carlos, Country Sur, Gustavo Restrepo, Pijaos, San José Sur y Sosiego Sur. | Restrepo (Sur de la Autopista Sur y Oeste de la Avenida Primero de Mayo) |
| 39 Quiroga:            | Claret, Bravo Páez, Centenario, Matatigres, Murillo Toro, Olaya, Quiroga, Santa Lucía, Santiago Pérez, El Inglés y Villa Mayor Occidental. | Restrepo (Sur de la Autopista Sur y Oeste de la Avenida Primero de Mayo) |
| 53 Marco Fidel Suárez: | Colinas, El Pesebre, Granjas de San Pablo, Granjas de Santa Sofía, Jorge Cavelier La Resurección, Las Colinas, Las Lomas, Luis López de Mesa, Marco Fidel Suárez, Río de Janeiro, San Jorge y Tres Esquinas. | Rafael Uribe Uribe                                                       |
| 54 Marruecos:          | Arboleda Sur, Bochica, Callejón Santa Bárbara, Cerros de Oriente, Chircales, Danubio Sur, El Consuelo, El Rosal, El Socorro, Gavaroba, Guiparma, La Merced del Sur, La Picota Occidental, La Playa, Marruecos, Mirador de Marrocos, Mirador del Sur, Molinos, Nueva Pensilvania Sur, Pradera Sur, Puerto Rico, Villa Gladys, Villa Morales y Zarazota. | Rafael Uribe Uribe                                                       |
| 55 Diana Turbay:       | Diana Turbay, El Portal, La Esperanza Alta, La Paz, La Picota Oriental, Palermo Sur (con las subdivisiones Central, El Triángulo, Las Brisas, Oswaldo Gómez, San Marcos y Santa Fonseca) y San Agustín. | Rafael Uribe Uribe                                                       |

### Comunicaciones

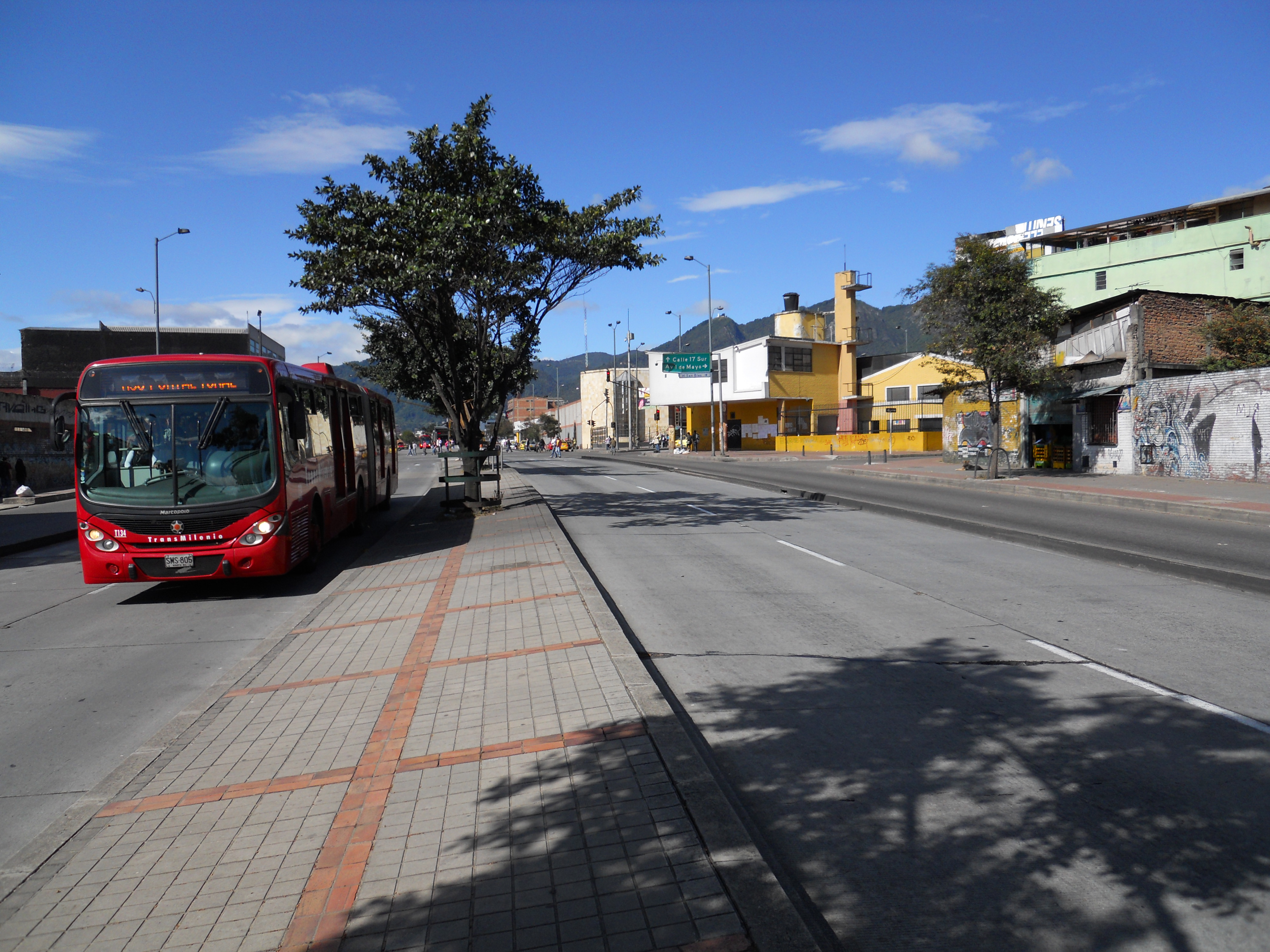
Avenida Caracas con Calle 21 Sur.

Para su acceso de transporte, hay servicio de buses colectivos y del sistema TransMilenio (Línea H con las estaciones: Olaya, Quiroga, Calle 40 Sur, Santa Lucía, Socorro, Consuelo, y Molinos, y línea G con la estación General Santander). También posee sobre la estación de Transmilenio Calle 40 Sur una zona especial desde donde parten los buses alimentadores del sistema para los diferentes barrios de la localidad. El barrio Country Sur cuenta también con la estación Country Sur de la recientemente lanzada línea L de Transmilenio de la Carrera Décima.
| Calle 40 Sur (Afluente oeste)      | Portal 20 de Julio (Afluente este) |
| ---------------------------------- | ---------------------------------- |
| - 7-1 Rafael Uribe - 7-3 El Inglés | 13-13 Resurección                  |

### Economía
La Localidad tiene actividades relacionados con el comercio minorista como mercados de alimentos (panaderías y fruver), autoservicios, carnicerías, cibercafé, salones de belleza, farmacias, ópticas, ferreterías, papelerías, telecomunicaciones, servicios públicos, banca, arriendos (residenciales y comerciales), repuestos para automóviles y fotografías. . Entre sus residentes predominan los estratos socioeconómicos 1, 2 y 3.  Es una zona de predominio residencial con actividad comercial minorista.

## Servicios públicos
Educación
137 colegios
Salud
Hospital de San Carlos: Fundado el 25 de agosto de 1948, pocos meses después de El Bogotazo, fue el único sanatorio para enfermos de tuberculosis en Colombia. Actualmente su estructura originaria se encuentra en estado de abandono.

## Cultura

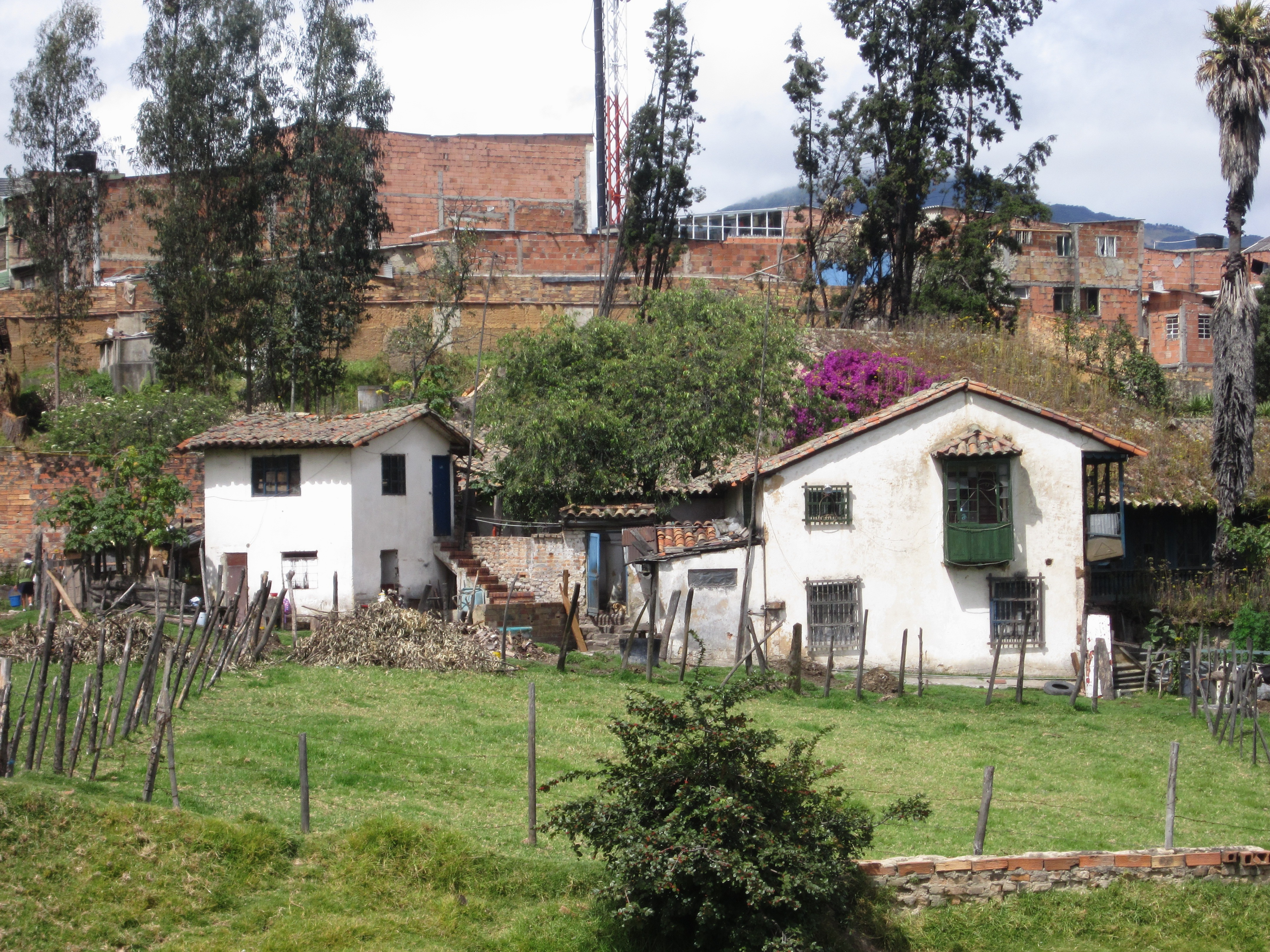
Hacienda Los Molinos

La localidad Rafael Uribe Uribe cuenta con un Punto de Gestión Cultural Local (PGCL), ubicado en la calle 32 sur n.º 23-62, que es administrado por la Mesa Local de Cultura.
En el aspecto religioso, la localidad, cuenta con iglesias católicas (San Ignacio de Loyola, El Claret y San Luis Gonzaga), mormones y protestantes.

### Espacios culturales
- Biblioteca Pública Rafael Uribe Uribe: Forma parte de la Red Distrital de Bibliotecas Públicas de Bogotá - BibloRed. Está ubicada al costado nororiental del Centro de Desarrollo Comunitario de la localidad Rafael Uribe Uribe (calle 31g sur #13a-25). La biblioteca cuenta con 28 puestos de lectura. Su colección está formada por 5.500 volúmenes, entre libros de poesía, literatura, cuentos, novelas y contenidos audiovisuales como películas, documentales, audiolibros, todo con diversidad temática. Aquí también encuentras acceso gratuito a Internet, a bases de datos, catálogo en línea y suscripciones a periódicos y revistas de diferentes temas, adicional, cuenta con servicios como consulta en sala, servicio de referencia, préstamo externo, formación a usuarios, alfabetización informacional y servicio de información local. Dentro de sus programas culturales puedes disfrutar de clubes de lectura, hora del cuento, alfabetización digital, muestras artísticas, además, de una huerta comunitaria y agricultura urbana, entre otros.[19][20]

- Teatro El Retablo: Carrera 11 # 25-24 Sur (Barrio Sociego Sur).

- Hacienda Los Molinos: Es una hacienda colonial que data del siglo XVII. Perteneció inicialmente a encomenderos españoles, y hacia 1785 le fue donada a los Jesuitas, quienes se dedicaron al cultivo de trigo y cebada. Posteriormente pasó a manos de la familia Pardo Morales.

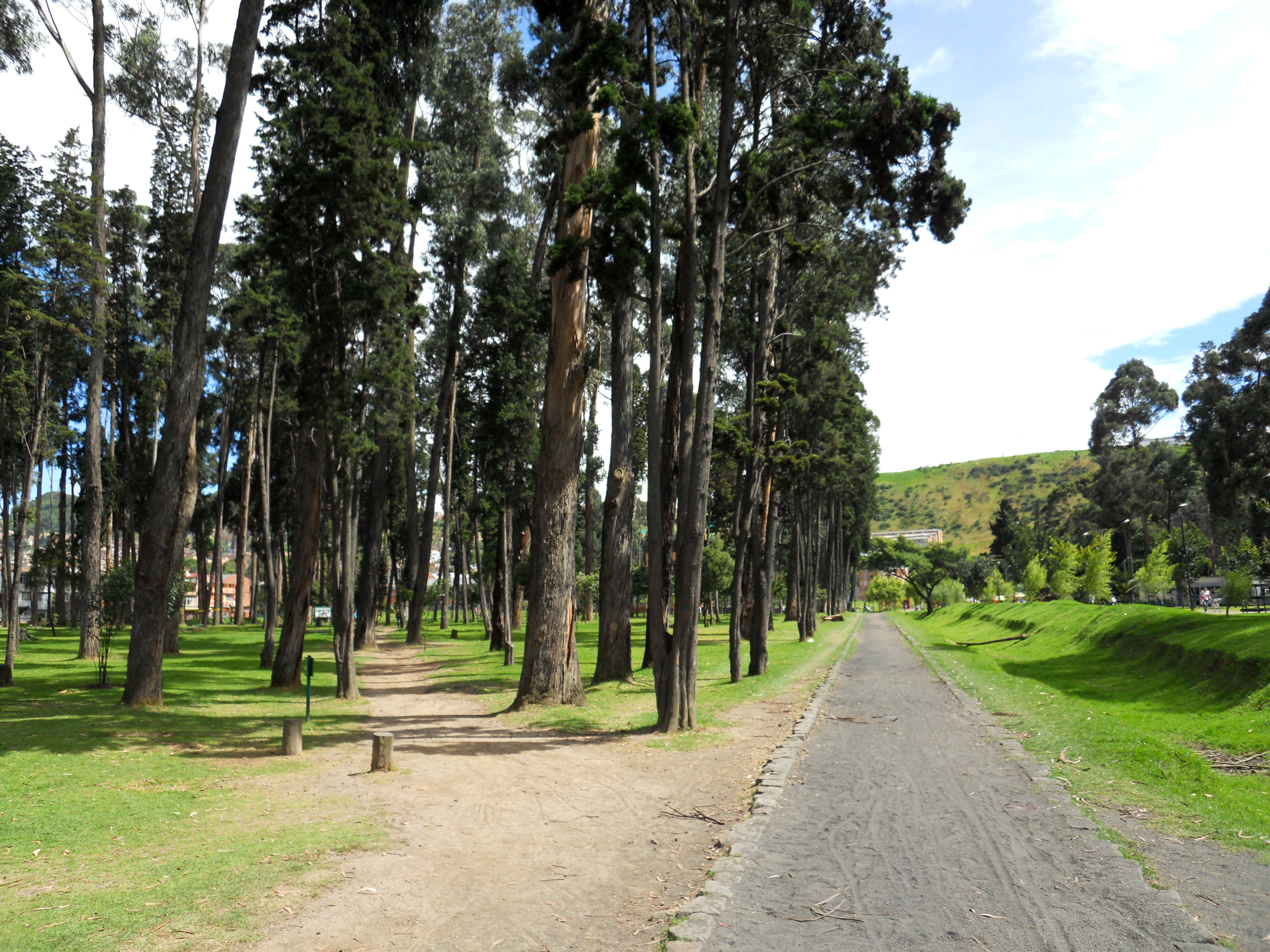
Parque Metropolitano Bosque de San Carlos.

## Deportes
- Parque Metropolitano Bosque de San Carlos: Es un parque que originalmente se sembró con eucaliptos traídos de Australia que rodeaban el Hospital de San Carlos para que el ambiente ayudará a los enfermos de tuberculosis. Con el tiempo se han ido reemplazando los eucaliptos por especies nativas.
- Parque Estadio Olaya Herrera: En este espacio, cada fin de año se celebra el torneo aficionado de fútbol conocido como Hexagonal del Olaya.